# Regno del Benin

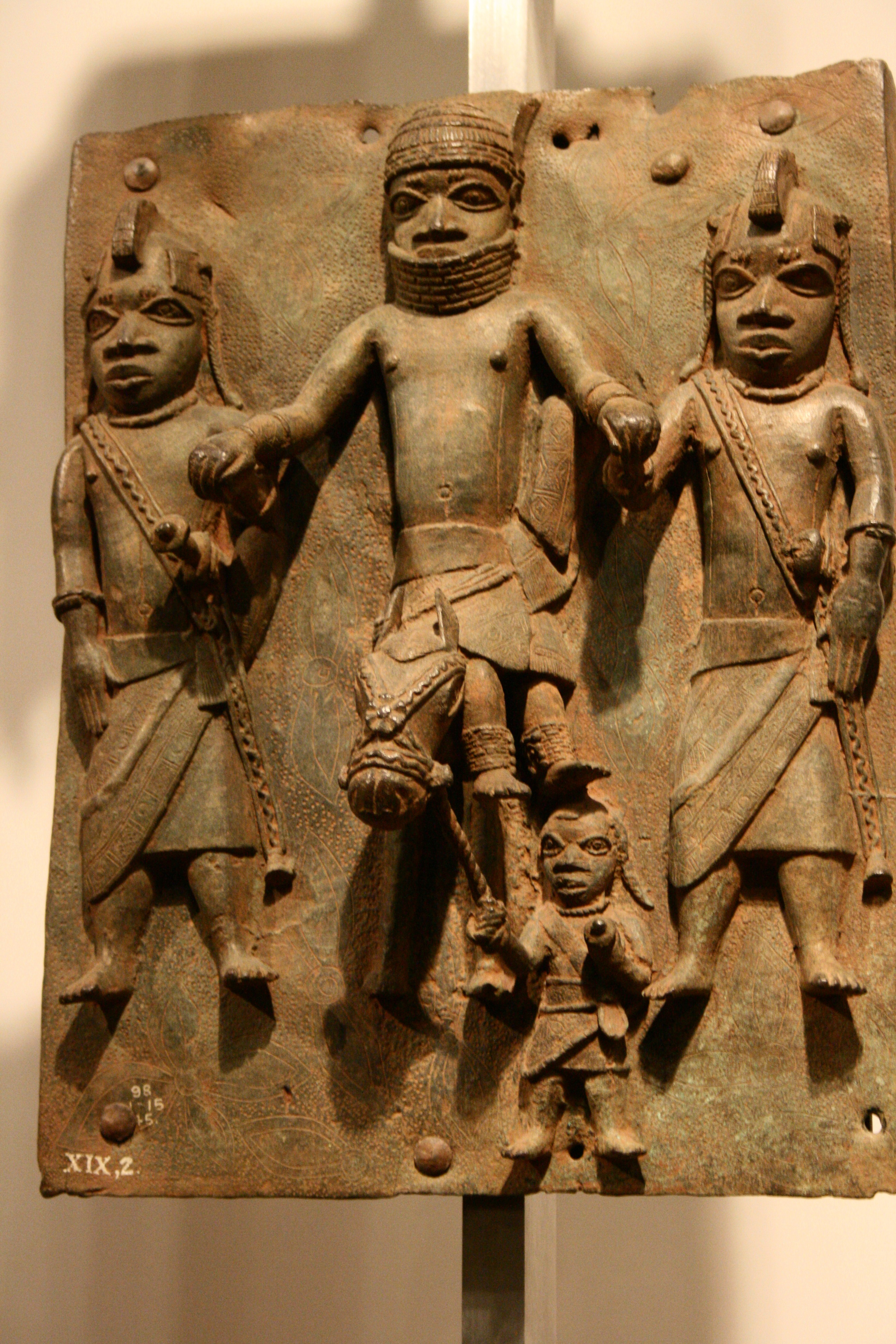
Uno dei bronzi del Regno del Benin conservati nel British Museum a Londra

Il Regno del Benin o Regno Edo fu un regno centro-meridionale del continente africano nato intorno all'anno 1180.  A partire dal 1470 il regno conobbe una rapida espansione militare, giungendo a occupare l'intera area dell'odierna Nigeria. Con riferimento a quest'epoca, viene chiamato anche Impero del Benin. L'Impero declinò fino alla sua fine avvenuta nel 1897, in seguito al contatto con l'Impero britannico. La corona inglese prima ne fece un protettorato e poi una sua colonia, facente parte della regione coloniale inglese denominata Africa Occidentale Britannica.

## Storia del nome
Il nome "Benin" deriva da "Bini", un nome di dubbia origine con cui divennero noti, da un certo momento storico in avanti, gli Edo, un'etnia della regione dell'odierna Nigeria. Tale denominazione potrebbe derivare da birnin, "territorio fortificato", con riferimento alle mura che alla fine del XV secolo furono erette attorno alla città di Edo (oggi Benin City).
Un'altra possibilità è che il nome derivi da Ubini, il nome che il quarto Oba, Ewedo, diede alla capitale e al regno. Quando i portoghesi entrarono in contatto con l'Impero dal 1485, il re Ewuare aveva appena cambiato il nome del regno da Ubini in Edo, ma Ubini era ancora largamente usato ed i portoghesi lo storpiarono in Benin.

## Storia
La storia del Regno del Benin si può suddividere in quattro fasi: storia antica (origini e nascita del Regno del Benin sotto la dinastia Ogiso), storia medievale (avvento della dinastia Oba e suo consolidamento), l'epoca imperiale (Impero del Benin) e l'epoca coloniale (protettorato britannico e colonizzazione).

### Storia antica
Le origini del Regno del Benin sono tramandate nella tradizione orale del popolo Edo e dei popoli vicini, come gli Yoruba. Secondo la leggenda, gli Edo ebbero origini egizie, migrando dal fiume Nilo al delta del Niger.
Le tribù Edo vennero unificate nel 40 a.C. dalla dinastia degli Ogiso ("re del cielo"), sovrani considerati di discendenza divina, che diedero vita al regno di Igodomigodo. Nel periodo degli Ogiso i divini sovrani avevano un potere immenso in tutti i campi (politico, militare, economico, giudiziario, legislativo etc.), che amministravano consultandosi col consiglio degli anziani, i potenti Edionisen. Fu dato un grande sviluppo ai mercati ed alle arti, in particolare quelle degli intarsi in legno e della lavorazione del bronzo, tanto che ancora oggi i bronzi del Benin sono considerati dei capolavori. La tradizione riporta i nomi di 31 Ogiso, sia uomini che donne. Di questo periodo non si sa molto. La dinastia si estinse nell'anno 1100 con la morte dell'Ogiso Owodo.
Il figlio di questi, che era stato esiliato in precedenza, aveva fondato la città di Ife ed era diventato il mitico sovrano, col nome di Ododuwa, del vicino popolo Yoruba, da segnalare come nelle tradizioni Yoruba questo re avesse invece origini diverse. Seguì un periodo in cui il regno fu governato da alcuni reggenti (chiamati Ogiamien) della dinastia Irebor. Dopo diversi anni gli Edionisen rintracciarono Ododuwa e gli offrirono il trono di Igodomigodo, questi rifiutò ma mandò il figlio Oranmiyan in sua vece. Oranmiyan fu osteggiato dagli Ogiamien, che volevano conservare il potere, questi lo confinarono nel villaggio di Usama e, dopo un periodo di interregno, deluso dall'accoglienza ricevuta, se ne andò, dando il nome a quelle terre Ili Ibinu, le terre della vessazione. Fondò in seguito il regno Yoruba di Oyo. Il popolo di Igodomigodo però voleva un sovrano che fosse di discendenza divina e gli Ogiamien non lo erano, fu così che a Usama si stabilì Eweka, il figlio di Oranmiyan. Eweka al contrario del padre si abituò all'ambiente e divenne così nel 1170 il primo Oba (termine con cui gli Yoruba chiamavano i loro sovrani) del regno, contemporaneamente monarca e capo religioso. Le storie relative a questo periodo intrecciano la storia degli Edo con quella dei vicini Yoruba. Alcuni racconti, evidentemente elaborati in epoche successive, fanno risalire a un sovrano locale persino l'origine degli Europei.

### Storia medievale
Dopo 70 anni di reggenza finalmente il popolo aveva ritrovato il monarca, oba Eweka I era il bisnipote dell'ultimo Ogiso, Owodo, e fondò la dinastia Oba che tuttora guida il popolo Benin.
Al tempo di oba Eweka I e dei successivi due sovrani vi furono due governi, uno a Igodomigodo, controllato dagli ogiamien, e uno a Ili Ibinu con a capo gli oba. Il potere del monarca era inoltre bilanciato da quello dell'Uzama (il consiglio dei capi tribali) e da quello di altri funzionari di alto rango. L'Uzama, in particolare, aveva il compito di scegliere il successore del re. Il quarto oba, Ewedo, cambiò il nome di Ili Ibinu in Ubini. Intraprese alcune guerre che vinse ed acquisì molto potere, decise quindi di trasferire la corte a Igodomigodo ed entrò così in conflitto con l'allora ogiamien, Ode, che non intendeva essere esautorato. Con la mediazione degli Edionisen si arrivò a una soluzione pacifica, l'oba comprò la terra che apparteneva agli ogiamien ed i suoi successori avrebbero dovuto fare altrettanto. Oba Ewedo prese possesso di Igodomigodo e ne cambiò il nome in Ubini. Gli ogiamien si installarono nel quartiere di Utantan ed avrebbero comunque conservato potere, la loro dinastia si sarebbe perpetuata fino ai giorni nostri.
I successivi Oba consolidarono il regno ma non fecero conquiste o innovazioni degne di nota.

### Impero del Benin

#### Ewuare il Grande

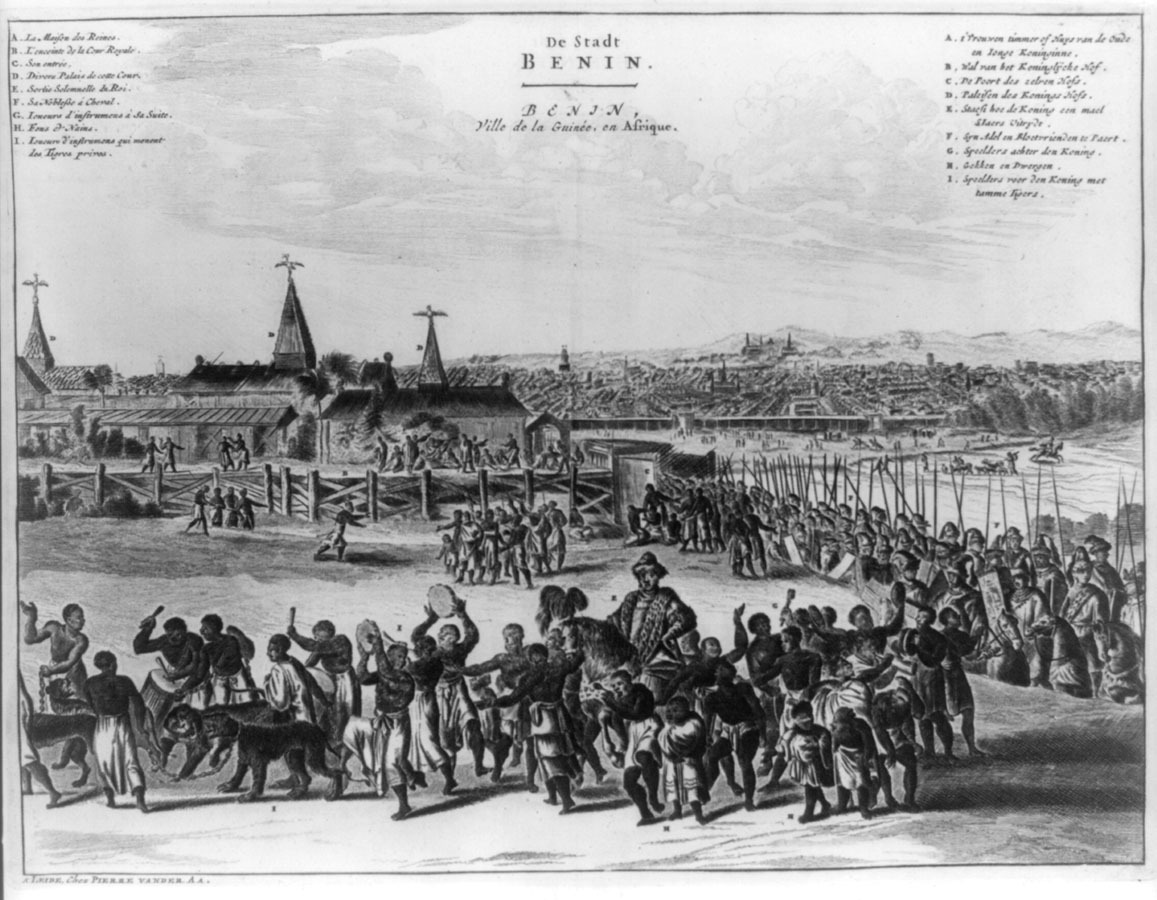
Una stampa del '600 raffigurante la capitale Edo, l'odierna Benin City, nel periodo di massimo splendore del regno

Uno degli oba più influenti della storia del Benin fu Ewuare detto "il Grande", che ascese al trono intorno al 1440. In gioventù fu esiliato e ricercato dagli Edionisen che volevano disfarsi di lui e riuscì a salvarsi grazie all'aiuto di un servitore di nome Edo. In segno di gratitudine avrebbe in seguito dato il nome di Edo al regno, alla capitale ed al suo stesso popolo. Ewaure diede luogo a importanti riforme del sistema politico, amministrativo e militare. Accentrò fortemente il potere sottraendolo all'Uzama (che perse anche il diritto a deliberare sulla successione al trono, da quel momento in poi ereditaria). Fortificò la città di Edo e intraprese una vasta campagna di conquista che si fa coincidere con la nascita dell'"Impero del Benin". Le sue conquiste (diverse centinaia di città e villaggi) furono principalmente nella zona dell'odierna Nigeria meridionale. Ulteriori conquiste furono effettuate dal figlio di Ewuare, oba Ozolua detto "il Conquistatore".

#### Il contatto con gli Europei
Fu durante il regno di Ozolua il Conquistatore, nel 1485, che i primi esploratori portoghesi giunsero nel Benin. Gli Edo istituirono buoni rapporti con gli Europei e ciò contribuì a rafforzarli. In particolare, l'impero accrebbe notevolmente le proprie ricchezze e la propria influenza commerciando con i Portoghesi prima in frutta e poi in schiavi e armi da fuoco. Ottimi rapporti vennero stabiliti con la corona portoghese, in particolare, da oba Esigie.
Nel 1553 giunsero nel Benin anche i britannici. Anche con loro vennero stabiliti buoni rapporti commerciali; dal Benin si esportavano verso il Regno Unito soprattutto avorio, olio di palma e pepe. L'Impero raggiunse il massimo del suo splendore fra il XVI e il XVII secolo. I suoi possedimenti si estendevano dall'Onitsha a est fino alle foreste sudoccidentali della Nigeria e all'attuale regione del Benin. Furono proprio i viaggiatori europei del XVI e XVII secolo a diffondere in Europa la notizia di un potente "Impero del Benin", ricco di palazzi sontuosi e governato da un potente sovrano. Fu in questo periodo che cominciò la deportazione degli schiavi da parte degli europei e gli oba si arricchirono ulteriormente vendendo i prigionieri che catturavano nelle loro campagne militari e i carcerati. Questo traffico assunse proporzioni tali che il tratto di mare da cui partivano le navi cariche degli sventurati fu chiamato la Costa degli Schiavi.

### Epoca coloniale

Bandiera catturata dalle forze britanniche durante la spedizione punitiva del Benin nel 1897.

Alla fine del XIX secolo, le aspirazioni colonialiste europee portarono a un radicale mutamento dei rapporti con l'Impero del Benin. I britannici, che erano diventati da tempo i principali interlocutori dell'oba, dimostrarono chiaramente di essere intenzionati a perseguire in modo più diretto i propri interessi economici nella zona. Oba Ovonramwen (incoronato nel 1888) fu costretto a scendere a patti e firmò un trattato che rendeva l'Impero del Benin protettorato britannico. Tale sottomissione non fu accettata dalla popolazione ed il malcontento sfociò in diverse proteste popolari, durante una delle quali, nel 1897, furono uccisi otto cittadini britannici e l'evento scatenò una violenta rappresaglia nota come la spedizione punitiva del Benin. Un battaglione agli ordini dell'ammiraglio Harry Rawson invase la capitale Edo, l'odierna Benin City, mettendola a ferro e fuoco. Il palazzo reale fu raso al suolo e le opere d'arte al suo interno furono rubate e oggi si ritrovano sparse in molti musei del mondo, tra queste spiccano le famose placche in bronzo inciso che sono note con il nome di Bronzi del Benin. Al termine di questa operazione militare oba Ovonramwen fu deportato, la monarchia venne soppressa e il territorio, che prese il nome ufficiale di Benin, fu smembrato in tanti piccoli Stati.
La transizione da protettorato a colonia avvenne nel 1914. La monarchia fu reintrodotta in concomitanza della trasformazione in colonia ma l'oba aveva ormai definitivamente perso il potere politico, mantenendo solo il ruolo di guida religiosa e di rappresentante cerimoniale. Il primo oba di epoca coloniale, Eweka II, è ricordato per aver tentato invano di stabilire un rapporto di parità con gli amministratori britannici. La carica si è comunque continuata a tramandare ed oggi appartiene a oba Erediauwa.

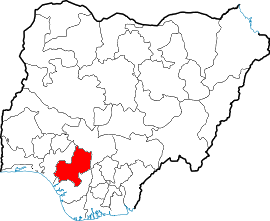
L'attuale locazione ed estensione dello Stato di Edo all'interno della repubblica federale di Nigeria

### Dall'indipendenza a oggi
Dopo la concessione dell'indipendenza alle colonie dell'Africa Occidentale Britannica nel 1960, quello che restava del grande impero, fu assegnato alla repubblica federale della Nigeria di cui fa ancora parte oggi. Nel 1963 diventò una divisione amministrativa chiamata Territori Centro-Occidentali. Dal 1976 tale divisione prese il nome Stato di Bendel. Finalmente nel 1991 Bendel fu suddiviso in due Stati autonomi: Edo e Delta e da allora Edo conserva questo status e gli attuali confini. L'attuale Stato conta circa 4.000.000 di abitanti, misura 17.802 km² e la capitale è ancora Benin City. Data la varietà di gruppi etnici presenti, non tutti parlano la lingua edo, ma sono invece molti che parlano l'edo, o 32 lingue similari chiamate edoidi, negli Stati vicini. Si stima che il solo edo sia parlato da circa 5.000.000 di persone.